# Mulomedicina Chironis
La Mulomedicina Chironis ("Medicina di Chirone per i muli") è un trattato latino di veterinaria della seconda metà del IV sec. d. C.
Il testo è considerato anonimo e il nome del centauro Chirone è soltanto uno pseudonimo. In una rubrica del testo è citato il nome del possibile autore: Claudio Hermerio.

## L'Opera
Il testo, in 10 libri, tratta delle malattie dei cavalli. In particolare: salassi e cauterizzazioni (libro I); chirurgia e sintomi delle malattie (libro II); malattie (libro III); malattie dermatologiche (libro IV); altre malattie dermatologiche e patologie degli organi interni (libro V); altre patologie, da quelle traumatiche a quelle ghiandolari (libro VI); malattie delle zampe degli animali (libro VII); allevamento, dentizione, selezione, concepimento e addestramento dei cavalli (libri VIII-IX); cura degli animali (buoi, pecore e maiali) e ricettario stagionale (libri IX-X).

## Fonti
La Mulomedicina Chironis elenca numerose fonti: Apsirto, Catone il Vecchio, Columella, Gargilio Marziale, oltre ad alcune opere anonime o perdute. L'opera non è una traduzione dei testi vetarinari greci, i così detti Hippiatrica, anche se indubbiamente esistono relazioni fra le due tradizioni.

## Modello di altre opere
La Mulomedicina Chironis è tra le fonti principali della Mulomedicina di Vegezio anche se proprio quest'ultimo afferma: (Mul. 1, prol. 3-4): Chiron vero et Apsyrtus diligentius cuncta rimati eloquentiae inopia ac sermonis ipsius vilitate sordescunt. ("Nonostante la loro accuratezza Chirone ed Apsirto infastidiscono l'orecchio per la loro scarsa capacità espressiva e la cattiva qualità dello stile.")

## Manoscritti
La Mulomedicina Chironis è conservata in due manoscritti: ai ff. 104r-159v del manoscritto CLM (Codex Latinus Monacensis) 243 del XV sec. (conservato alla Bayerische Staatsbibliothek di Monaco e scoperto dal filologo Wilhelm Meyer nel 1885); ai ff. 33r-221r del manoscritto D III 34 del 1495 conservato alla Biblioteca Universitaria di Basilea e scoperto da Wener Sackmann nel 1988.